# Bessines (Deux-Sèvres)
Bessines és un municipi francès situat al departament de Deux-Sèvres i a la regió de la Nova Aquitània. L'any 2007 tenia 1.582 habitants.

## Demografia

### Població
El 2007 la població de fet de Bessines era de 1.582 persones. Hi havia 620 famílies de les quals 119 eren unipersonals (41 homes vivint sols i 78 dones vivint soles), 230 parelles sense fills, 238 parelles amb fills i 33 famílies monoparentals amb fills.
La població ha evolucionat segons el següent gràfic:
Habitants censats

### Habitatges
El 2007 hi havia 646 habitatges, 623 eren l'habitatge principal de la família, 10 eren segones residències i 12 estaven desocupats. 615 eren cases i 24 eren apartaments. Dels 623 habitatges principals, 517 estaven ocupats pels seus propietaris, 102 estaven llogats i ocupats pels llogaters i 4 estaven cedits a títol gratuït; 5 tenien una cambra, 11 en tenien dues, 56 en tenien tres, 163 en tenien quatre i 387 en tenien cinc o més. 526 habitatges disposaven pel capbaix d'una plaça de pàrquing. A 212 habitatges hi havia un automòbil i a 393 n'hi havia dos o més.

### Piràmide de població
La piràmide de població per edats i sexe el 2009 era:
| Homes | Edats   | Dones |
| ----- | ------- | ----- |
| 0     | 95 o +  | 4     |
| 0     | 90 a 94 | 0     |
| 4     | 85 a 89 | 0     |
| 4     | 80 a 84 | 8     |
| 20    | 75 a 79 | 20    |
| 28    | 70 a 74 | 40    |
| 20    | 65 a 69 | 24    |
| 44    | 60 a 64 | 48    |
| 56    | 55 a 59 | 44    |
| 36    | 50 a 54 | 68    |
| 60    | 45 a 49 | 52    |
| 56    | 40 a 44 | 48    |
| 48    | 35 a 39 | 60    |
| 56    | 30 a 34 | 64    |
| 52    | 25 a 29 | 28    |
| 12    | 20 a 24 | 16    |
| 40    | 15 a 19 | 44    |
| 48    | 10 a 14 | 24    |
| 64    | 5 a 9   | 36    |
| 32    | 0 a 4   | 48    |

## Economia
El 2007 la població en edat de treballar era de 1.045 persones, 781 eren actives i 264 eren inactives. De les 781 persones actives 740 estaven ocupades (365 homes i 375 dones) i 41 estaven aturades (18 homes i 23 dones). De les 264 persones inactives 127 estaven jubilades, 93 estaven estudiant i 44 estaven classificades com a «altres inactius».

### Ingressos
El 2009 a Bessines hi havia 630 unitats fiscals que integraven 1.644 persones, la mediana anual d'ingressos fiscals per persona era de 21.778 €.

### Activitats econòmiques
Dels 125 establiments que hi havia el 2007, 2 eren d'empreses alimentàries, 1 d'una empresa de fabricació de material elèctric, 4 d'empreses de fabricació d'altres productes industrials, 22 d'empreses de construcció, 24 d'empreses de comerç i reparació d'automòbils, 7 d'empreses de transport, 10 d'empreses d'hostatgeria i restauració, 5 d'empreses d'informació i comunicació, 6 d'empreses financeres, 7 d'empreses immobiliàries, 24 d'empreses de serveis, 5 d'entitats de l'administració pública i 8 d'empreses classificades com a «altres activitats de serveis».
Dels 32 establiments de servei als particulars que hi havia el 2009, 1 era una oficina de correu, 3 tallers de reparació d'automòbils i de material agrícola, 7 paletes, 4 guixaires pintors, 1 fusteria, 4 lampisteries, 1 electricista, 2 perruqueries, 6 restaurants, 1 agència immobiliària i 2 salons de bellesa.
Dels 10 establiments comercials que hi havia el 2009, 1 era una fleca, 1 una carnisseria, 2 botigues d'equipament de la llar, 1 una botiga de mobles, 2 botigues de material esportiu, 1 un drogueria i 2 floristeries.
L'any 2000 a Bessines hi havia 8 explotacions agrícoles.

## Equipaments sanitaris i escolars
El 2009 hi havia 2 escoles maternals i 1 escola elemental.

## Poblacions més properes
El següent diagrama mostra les poblacions més properes.